# タイボアン族
タイボアン族（TaivoanまたはTevorang）は台湾先住民に属する民族である。「タイヴォアン」と書かれることもある。漢字では、大武壠族、大満族と表記される。台湾の台南市、高雄市、花蓮県、台東県に分布している。
平埔族の一つで、長年、すでに漢化しているとみなされ、原住民族施策の対象になってこなかったが、近年、独自に、文化や言語の（タイボアン語）の復興運動が行われつつある。また、研究者にはシラヤ族の一支族に位置付けられることが多かったが、最近は独自の民族として主張して活動している。
2013年11月15日に台湾花蓮県富里郷の郷長により「郷定原住民」と地域には公的に存在を認められた。
民族の名称であるTaivoanは、タイワン（台湾）の語源と言われているいくつかの説のうちの一つである。
2009年8月8日から8月9日にかけての平成21年台風第8号以前は、現在の台湾高雄市甲仙区小林里である旧高雄県小林村がタイボアン族の最多の人口であった。
また、小林村の住民によって結成され、古老の記憶をもとに伝統歌舞を復元し、公演活動を行っている舞踊団、「大満（タイボアン）舞団」が2014年9月に岩手県山田村を訪れ、チャリティー公演を行った。

## 公廨

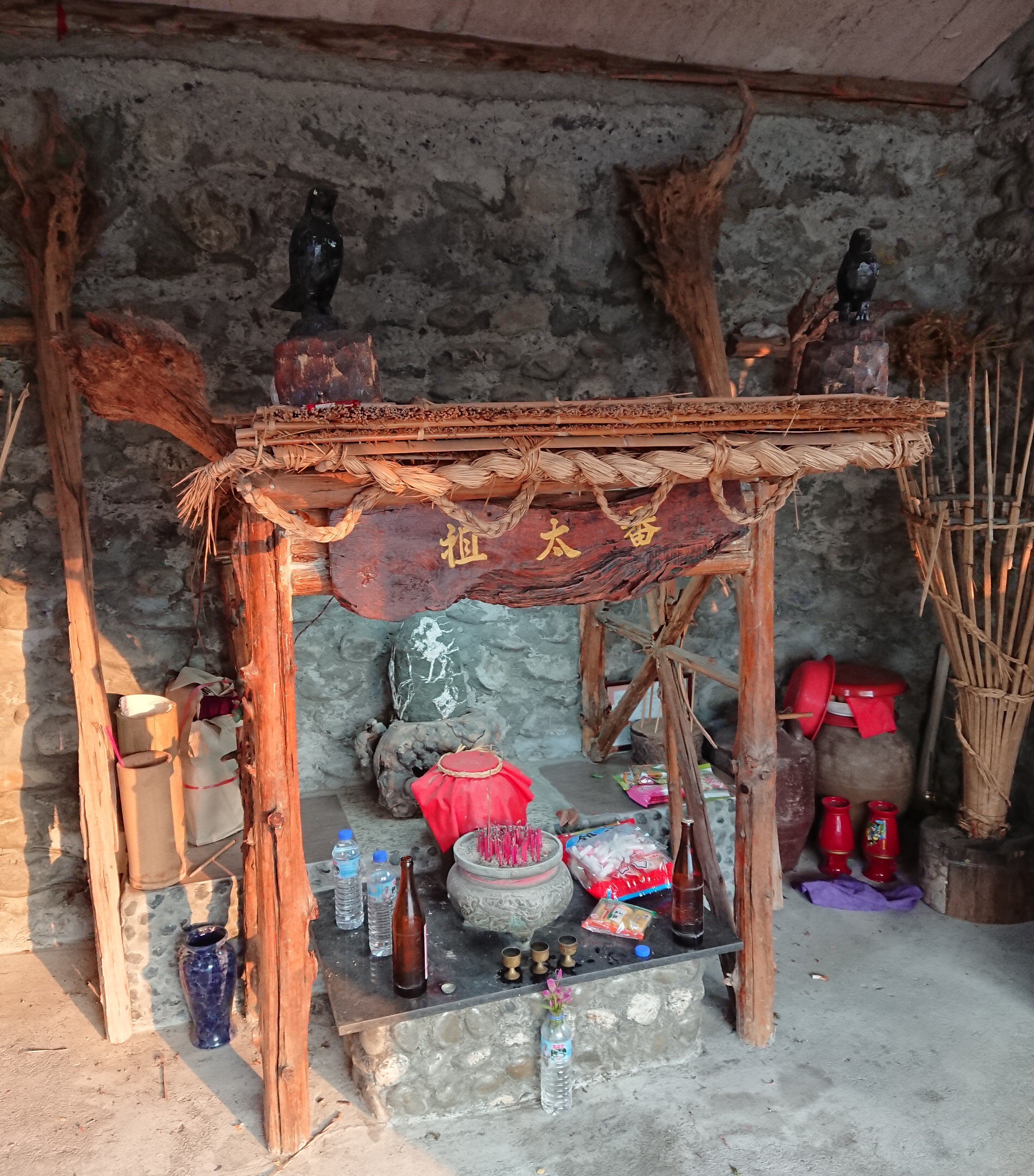
台湾高雄市六亀区頂荖濃にあるタイボアン族の祠（公廨）。神棚の屋根の左右にカラスの像がある。

タイボアン語:Kuba、Kuva、Kuma、台湾語:公廨(kong-kài)。男性の集会所と祠だった。現在はほぼ祠として立てられる。台南市白河區六重溪部落は旧暦9月14日であるが、タイボアン族は主に旧暦9月15日に公廨で祖霊祭（夜祭）を行う。mai（米食）、ビンロウ、煙草、豚肉、酒、餅、ごま油入り鶏スープなどを供え、手をつないで、聖歌を唄う。